# Bärbel Danneberg
Bärbel Danneberg (* 17. April 1943 in Berlin) ist eine österreichische Journalistin und Autorin.

## Leben
Bärbel Danneberg arbeitete als Maßschneiderin, Wirtin sowie Diplomierte Krankenschwester. Ab 1974 war sie hauptberuflich Journalistin bei der kommunistischen Tageszeitung Volksstimme und Chefredakteurin der vom Bund demokratischer Frauen Österreichs herausgegebenen Zeitschrift Stimme der Frau. Nach ihrer Pensionierung war sie mit ihrem Mann Julius Mende Pflegende Angehörige ihrer demenzkranken Mutter, worüber sie ein Buch veröffentlichte.

## Publikationen
- mit Fritz Keller, Aly Machalicky (Hrsg.): Die ’68er. Eine Generation und ihr Erbe. Mit Texten von Robert Schindel u. a., Döcker, Wien 1998, ISBN 3-85115-253-0.
- (Hrsg.): Wunderwelt Sexshop. Aufsatzsammlung, Döcker, Wien 1998, ISBN 3-85115-264-6.
- Alter Vogel, flieg! Tagebuch einer pflegenden Tochter. Promedia, Wien 2008, 2. unveränderte Neuauflage 2009, ISBN 978-3-85371-286-3.
- Eiswege. Nach dem Suizid des Partners zurück ins Leben. Mit Totentanz-Bildern von Herwig Zens, Promedia, Wien 2012, ISBN 978-3-85371-346-4.

## Audio
- Ursula Burkert: Gedanken. Im Kreislauf der Windel. Ö1, 6. Jänner 2011.[1]

## Filme
- mit Herbert Link: Mehr als ich kann.